# الکان انترتینمنت
الکان انترتینمنت (به انگلیسی: Alcon Entertainment) یک شرکت تولید فیلم آمریکایی است که در سال ۱۹۹۷ توسط تهیه‌کنندگان فیلم، برودریک جانسن و اندرو کوسوو تأسیس شد.